# Litoria pearsoniana
Litoria pearsoniana és una espècie de granota del gènere Litoria de la família dels hílids. Originària d'Austràlia. Viu a Queensland i Nova Gal·les del Sud, entre 200 i 1000 metres sobrel el nivell del mar.
Aquesta granota viu en corrents ràpids en boscos tancats. La granota s'amaga a sota de les roques durant el dia i està activa durant la nit. La femella pon ous en estanys amb aigua de moviment lent o quiet, 360-730 al hora. Els ous s'adhereixen a roques, branquetes o al fons de la piscina. Els capgrossos es converteixen en granotes després de 2 a 2.5 mesos.